# Middle River (Coxs River)
Der Middle River ist ein Fluss im Osten des australischen Bundesstaates New South Wales. 
Er entspringt östlich des Wollemi-Nationalparks und fließt nach Südwesten, wo er nördlich des Lake Lyell in  den Coxs River mündet.
Die Kleinstadt Marrangaroo am Great Western Highway liegt im Tal am nördlichen Flussufer.